# Bathynotopygos abyssalis
Bathynotopygos abyssalis är en ringmaskart som beskrevs av Kucheruk 1981. Bathynotopygos abyssalis ingår i släktet Bathynotopygos och familjen Amphinomidae. Inga underarter finns listade i Catalogue of Life.